# George Stubbs
George Stubbs (Liverpool, 25 de agosto de 1724 – Londres, 10 de julho de 1806) foi um pintor inglês, conhecido por suas pinturas de cavalos. Tendo estudado anatomia, as imagens dos animais de Stubbs estão entre as mais precisas já pintadas. Seu trabalho é lírico e transcendente do naturalismo. 
No seu quadro "Chita com dois servos indianos e um veado", (Cheetah with Two Indian Attendants and a Stag) (1764-1765) é mostrada a chita como animal de caça. O quadro foi feito em comemoração à doação de uma chita a Jorge III do Reino Unido pelo Governador Inglês de Madras, Sir George Pigot.

## Biografia
Stubbs nasceu em Liverpool e quando jovem, trabalhou na empresa de seu pai, um negociante de couro, até 1741 quando seu pai faleceu. Foi nesta época Stubbs tornou-se aprendiz de pintor e cortador de cobre em Lancashire. Suas habilidades foram aprendidas como um autodidata depois de exercer a atividade de copiar outras obras, trabalho que consistia em sua aprendizagem de pintor. Em meados de 1740, ele passou a trabalhar com retratos até 1745, quando passou a estudar anatomia humano no Hospital do Condado de York. Em 1754 fez sua primeira viagem à Itália.  
Na década de 1740, ele morava em York e forneceu as ilustrações para um tratado sobre obstetrícia. Após visitar Roma, em 1754, ele passou a morar em Lincolnshire, onde pesquisou sua publicação principal, "The Anatomy of the Horse". Por volta de 1758, mudou-se para Londres, onde se fixou. Foi antes de sua principal publicação que seu interesse pela anatomia dos cavalos se intensificou. Stubbs tornou-se um dos pintores favoritos da nobreza da época depois de produzir três pinturas para o Duque de Richmond. 
Os primeiros clientes de suas pinturas esportivas e de corrida incluíam muitos dos nobres que fundaram o Jockey Club.

## Galeria

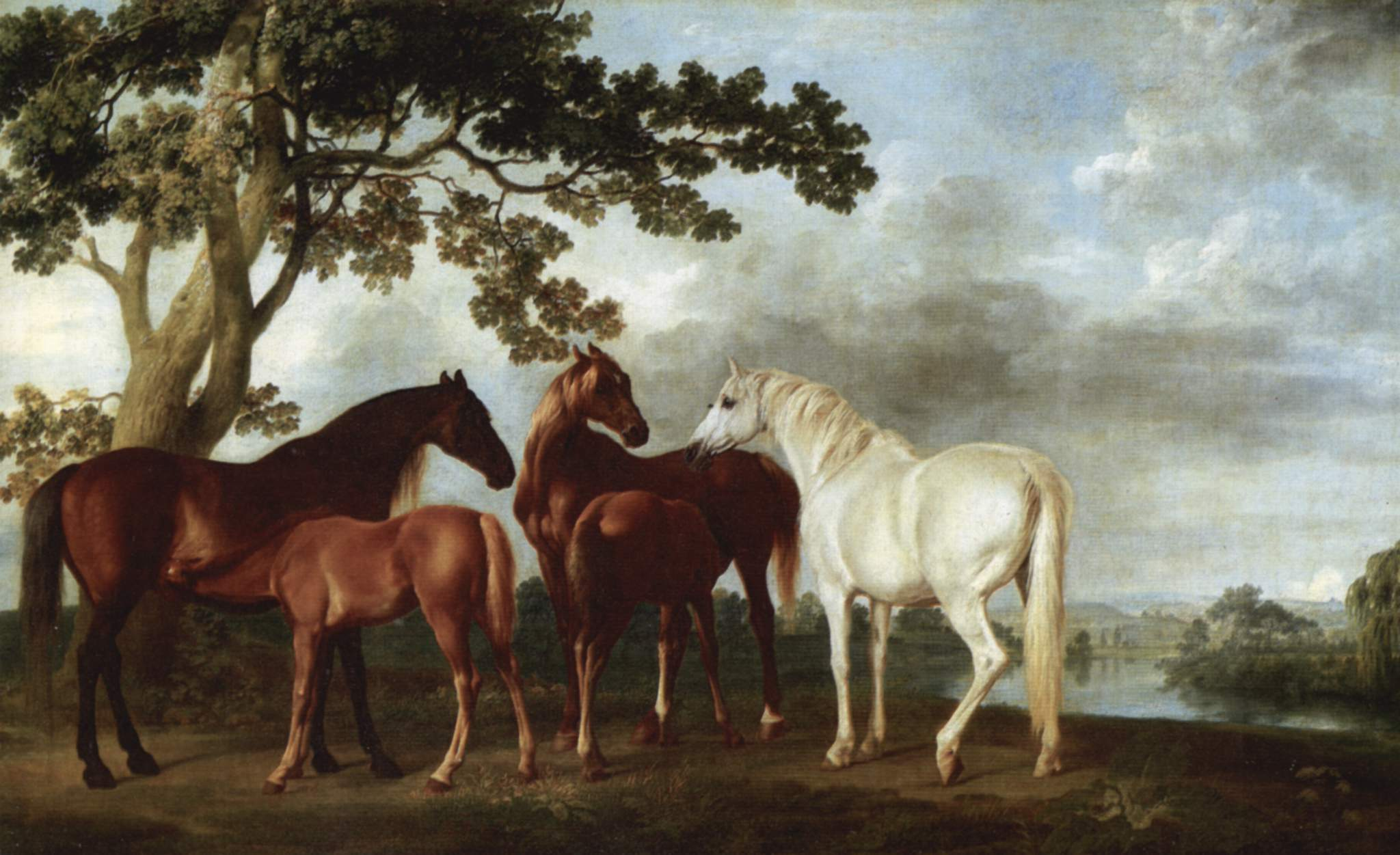
Mares and Foals in a Landscape (Jumentos e poltros em paisagem). 1763-68.
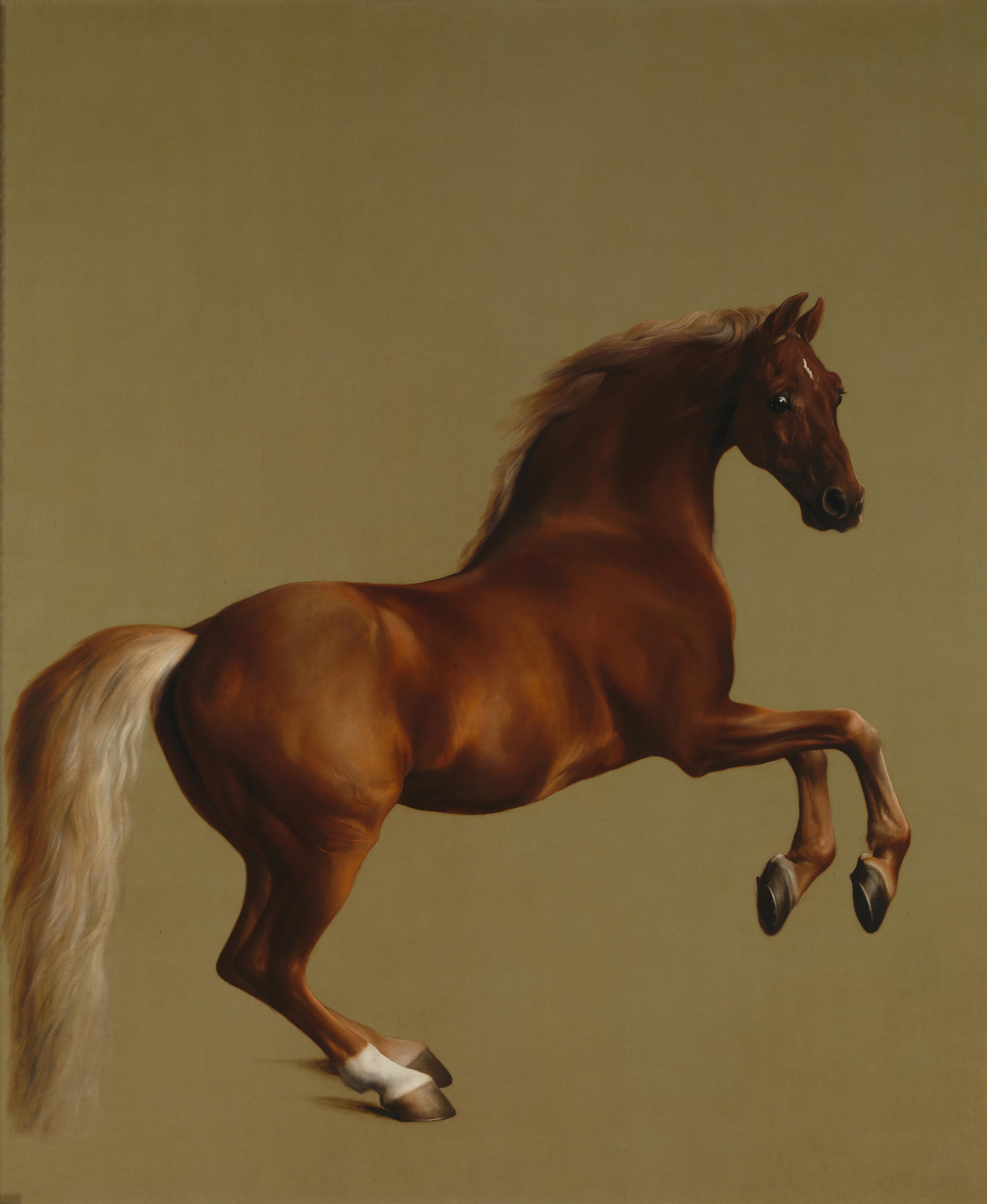
Whistlejacket. National Gallery (Londres)
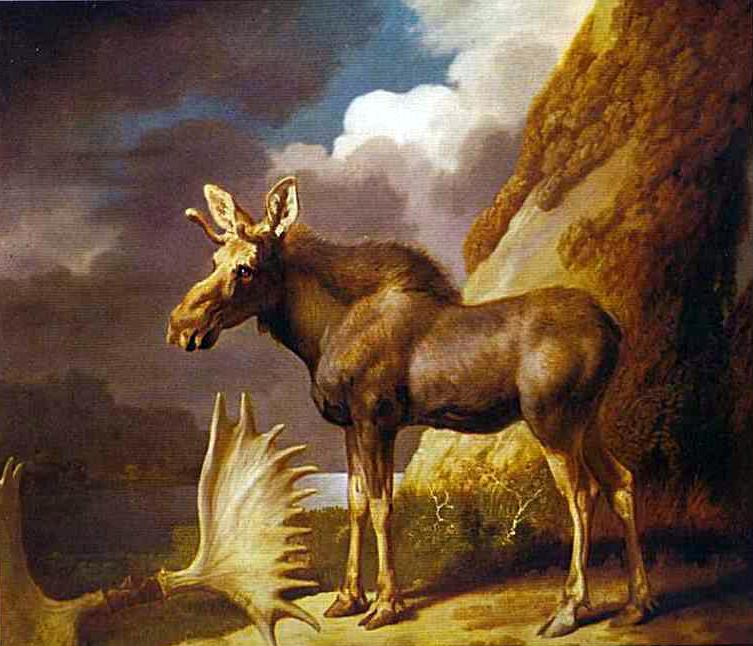
The Moose, 1773

## Curiosidades
Em 2011, em Londres, o quadro intitulado Jockey de George Stubbs foi leiloado por £ 22.441.250 - o preço mais alto para as obras do artista e o terceiro quatro mais caro já leiloado. A obra retrata o Gimcrack, um dos mais admirados cavalos de corrida do século XVII. 